# ورد نصف كروي
ورد نصف كروي (الاسم العلمي:Rosa hemisphaerica) هو نوع من النباتات يتبع جنس الورد من الفصيلة الوردية. موطنه غرب آسيا.